# Мірмекіти

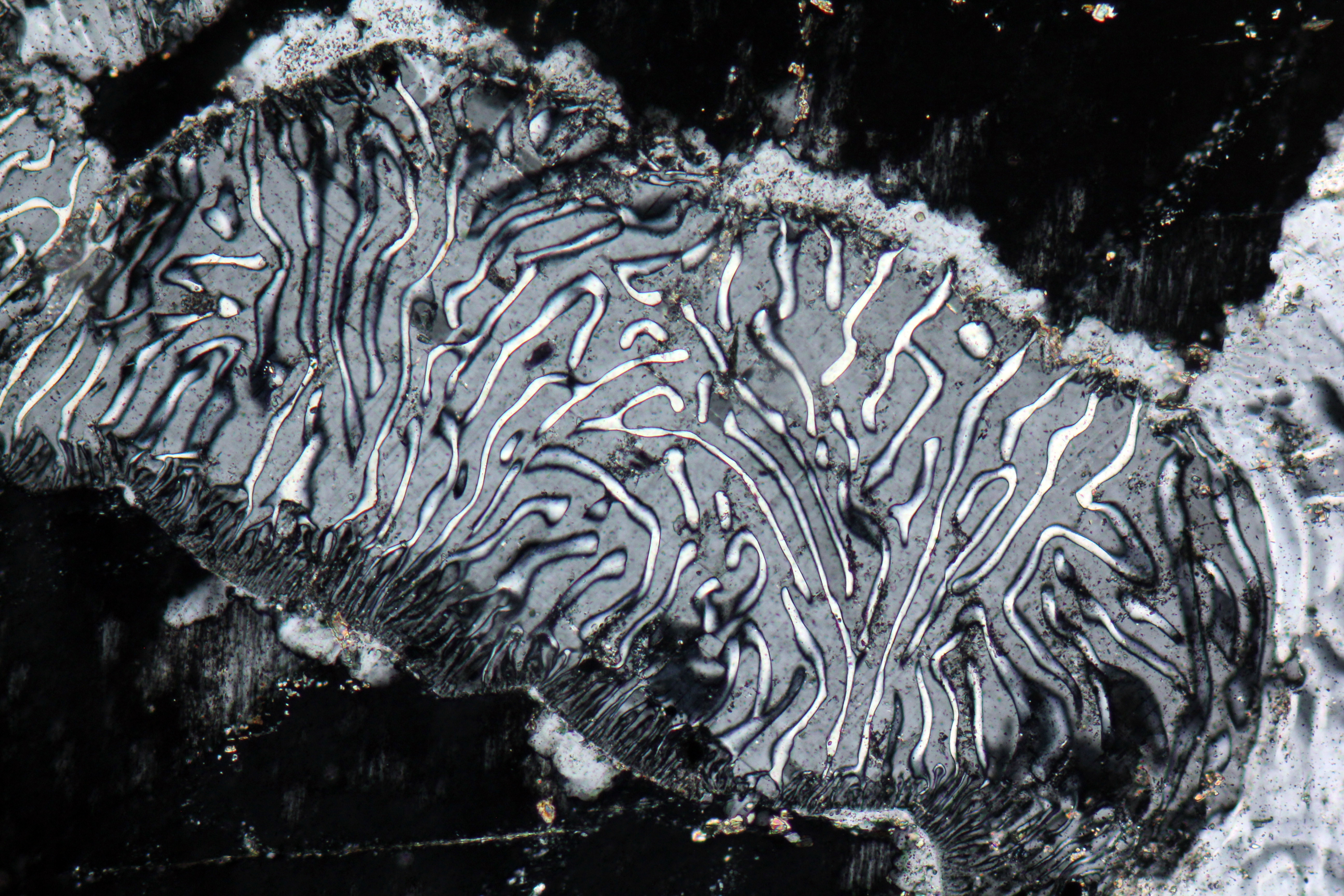
Мірмекіти, приблизно 2 мм в діаметрі.

Мірмекіти (рос. мирмекиты, англ. myrmekites, нім. Myrmekite m pl) – тонке проростання мінералів у вигляді дрібних зерен, що нагадує ходи мурашок.
Мірмекіт - це тип кварцового розростання в гранітоїдах. Вони відрізняються від мікрогранітової гіпертрофії мінеральним складом та морфологічною структурою. Мірмекіти зазвичай утворюються між суміжними кристалами калію та плагіоклазним польовим шпатом. Вони розвиваються в плагіоклазі і проникають у калієвий польовий шпат. В мірмекіті збільшується кількість гермофітичної гіпертрофії, оскільки анагенетична молекула збільшує вміст кальцію в плагіоклаз-хазяїні. Кварц (кремнезем) виділяється з калійного польового шпату в анортит за схемою:
- 2KAlSi3O8 + Na2O → 2NaAlSi3O8 + K2O
- 2KAlSi3O8 + CaO → CaAl2Si2O8 + K2O + 4SiO2

У цьому процесі виділяється калій K2O, який, ймовірно, поєднується з кремнеземом та глиною, що дає слюду. Можливо, метасоматичний процес формування мірмеків також можливий, коли реакція відбувається за рахунок міграційних розчинів, що походять від молодшого базового втручання у старих гранітоїдів.